# Coltricia confluens
Coltricia confluens är en svampart som beskrevs av P.-J. Keizer 1997. Coltricia confluens ingår i släktet Coltricia och familjen Hymenochaetaceae.  Arten är reproducerande i Sverige. Inga underarter finns listade i Catalogue of Life.